# 羅通多峰
46°31′01″N 8°27′57″E / 46.51694°N 8.46583°E

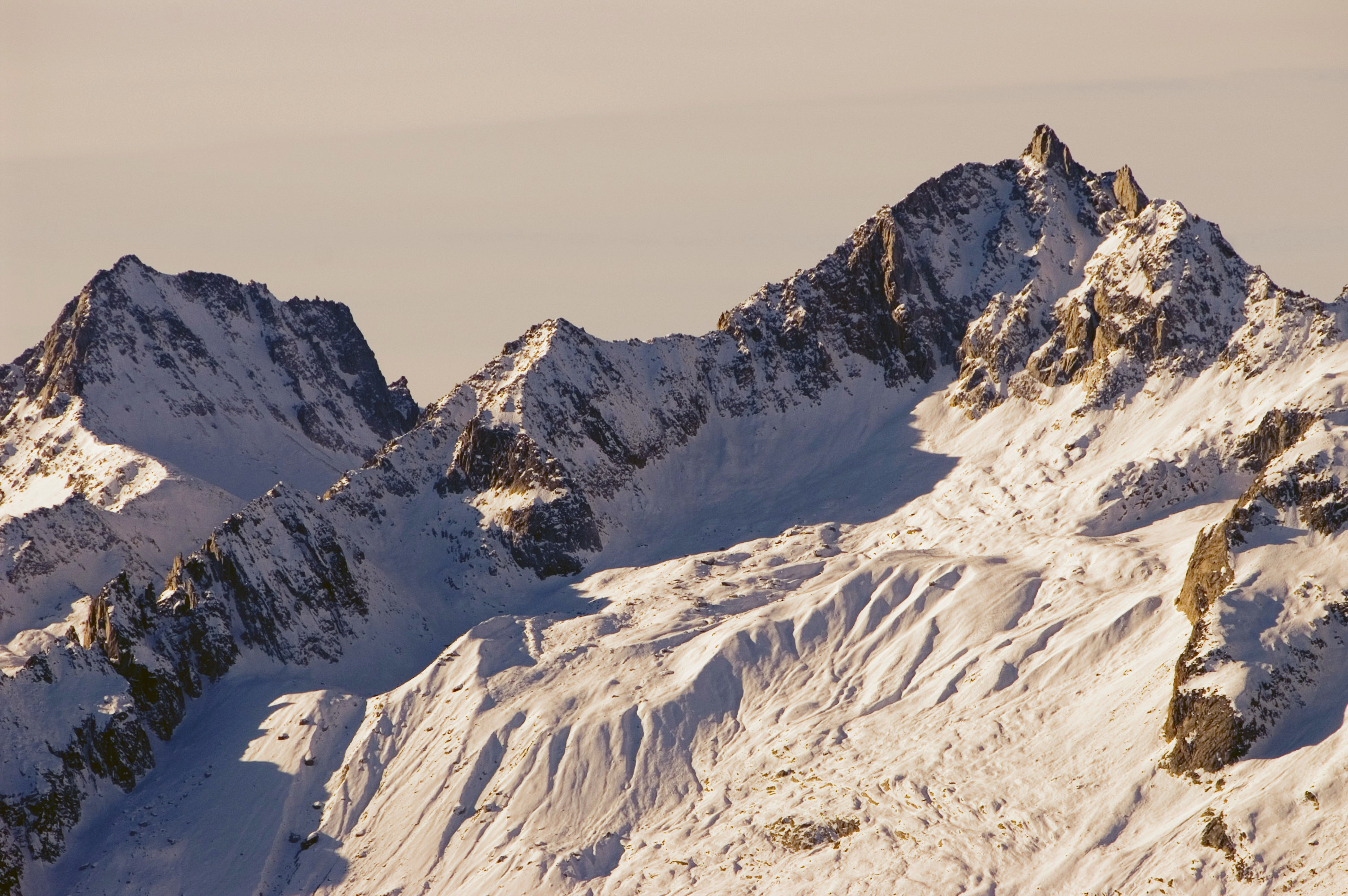

羅通多峰（Pizzo Rotondo），是瑞士的山峰，位於該國南部，由提契諾州和瓦萊州負責管轄，屬於勒蓬廷阿爾卑斯山脈的一部分，海拔高度3,192米，人類在1869年8月5日首次登頂。

## 外部連結
- Pizzo Rotondo on Summitpost
- Pizzo Rotondo on Hikr （页面存档备份，存于）